# Coupe d'Afrique des vainqueurs de coupe de football 1978
Navigation
Édition précédente Édition suivante
La Coupe d'Afrique des vainqueurs de coupe de football 1978 est la quatrième édition de la Coupe d'Afrique des vainqueurs de coupe. Organisée par la Confédération africaine de football, elle se déroule d'avril à décembre 1978.
Cette compétition qui oppose les vainqueurs des coupes nationales voit le sacre du club guinéen d'Horoya AC, dans une finale qui se joue en deux matchs face aux Algériens du NA Hussein Dey. Il s'agit du premier titre africain pour Horoya AC.
Le tenant du titre, Enugu Rangers ne peut pas défendre son titre car il est engagé en Coupe des clubs champions après avoir été sacré champion du Nigeria.

## Tour préliminaire
| Équipe 1                   | Résultat      | Équipe 2              | Aller | Retour |
| -------------------------- | ------------- | --------------------- | ----- | ------ |
| Al Medina Tripoli          | -             | Sodiam Sports forfait | -     | -      |
| Lavori Publici             | 0 - 2         | Al Hilal Omdurman     | 0 - 1 | 0 - 1  |
| Simba FC                   | 2 - 2 5-4 tab | Saint-George SA       | 1 - 1 | 1 - 1  |
| Sucoma Chikwawa            | 1 - 2         | Fortior Mahajanga     | 1 - 1 | 0 - 1  |
| UD Internacional de Bissau | 3 - 3e        | Espoirs de Nouakchott | 3 - 1 | 0 - 2  |
| Zumunta AC                 | 0 - 8         | Horoya AC             | 0 - 3 | 0 - 5  |

## Premier tour
| Équipe 1             | Résultat | Équipe 2              | Aller | Retour |
| -------------------- | -------- | --------------------- | ----- | ------ |
| Shooting Stars       | 3 - 4    | Horoya AC             | 3 - 1 | 0 - 3  |
| Caïman de Douala     | 3e - 3   | FC 105 Libreville     | 2 - 0 | 1 - 3  |
| Inter Club           | 4 - 1    | Alliance Bouaké       | 0 - 0 | 4 - 1  |
| KMKM Zanzibar        | 3 - 1    | Simba FC              | 2 - 0 | 1 - 1  |
| Rail Club du Kadiogo | 2 - 0    | Espoirs de Nouakchott | 2 - 0 | 0 - 0  |
| MA Hussein Dey       | 3 - 2    | Al Medina Tripoli     | 2 - 1 | 1 - 1  |
| Mufulira Wanderers   | 4 - 2    | Fortior Mahajanga     | 3 - 1 | 1 - 1  |
| Zamalek SC           | 3 - 2    | Al Hilal Omdurman     | 1 - 1 | 2 - 1  |

## Quarts de finale
| Équipe 1           | Résultat | Équipe 2              | Aller | Retour |
| ------------------ | -------- | --------------------- | ----- | ------ |
| Horoya AC          | 7 - 4    | Caïman de Douala      | 4 - 1 | 3 - 3  |
| Zamalek SC         | 2 - 2e   | Rail Club du Kadiogo  | 2 - 1 | 0 - 1  |
| MA Hussein Dey     | 5 - 1    | Inter Club            | 3 - 0 | 2 - 1  |
| Mufulira Wanderers | -        | KMKM Zanzibar forfait | -     | -      |

## Demi-finales
| Équipe 1             | Résultat | Équipe 2       | Aller | Retour |
| -------------------- | -------- | -------------- | ----- | ------ |
| Rail Club du Kadiogo | 3 - 3e   | Horoya AC      | 3 - 2 | 0 - 1  |
| Mufulira Wanderers   | 2 - 2e   | MA Hussein Dey | 2 - 1 | 0 - 1  |

## Finale
| Équipe 1       | Résultat | Équipe 2  | Aller | Retour |
| -------------- | -------- | --------- | ----- | ------ |
| MA Hussein Dey | 2 - 5    | Horoya AC | 1 - 3 | 1 - 2  |

### Détail des Matchs
- MAHussein-Dey (ALGERIE)- HORAYA Conackry (Guinée) 1-3 
  - Finale Aller : 24 novembre 1978 à Alger , stade du 5 juillet 1962 , 18000 spéctateurs , Arbitre : n'diaye (Sénégal) , buts : ait el-hocine (mahd) 54 , n'four 24 , sylla 57 , bangoura 85 . *** MAHD : kesraoui (gb) , boumaati , ighile , zarabi , guendouz , khedis , mezadjri , fergani , amokrane (ait el-hocine) , guennoun , madjer .entraineurs : abdelkader bahmane et beliakov . *** HORAYA Conackry : sano (gb) keita s , keita m , lialy , camara , condo , bangoura , sylla , nfour , touré ,diauware . * entraineur : diabate .
  - Finale retour : 10 décembre 1978 à conakry : Horaya - MAHD (2 - 1) stade de la liberté  de conacry , 30000 spectateurs , *** Horaya : sano , keita s , keita m , lirby, camara , condo , bangoura , sylla , n'four , touré , diwara , ** entraineur : diabeté . **** MAHussein-Dey :kesraoui (gb) boumaati , ighilkhedis , guendouz , zarabi , fergani , merzekane , guennoun , ait el-hocine , amokrane , naim , madjer . *** entraineurs : abdelkader bahmane et beliakov . *** source : l'almanach du sport algerien de hamid grine pages 121 et 122 . *** le livre d'or du sports algerien de faycal chehat page292 .

## Vainqueur
| Coupe d'Afrique des vainqueurs de coupe Vainqueur 1978 |
| ------------------------------------------------------ |
| Horoya AC Premier titre                                |